# 슈퍼맨과 나의 모험
《슈퍼맨과 나의 모험》(영어: My Adventures with Superman)은 미국 어덜트 스윔 채널에서 방영된 TV 애니메이션 시리즈이다.
대한민국에서는 2024년 11월 14일부터 카툰 네트워크에서 방영 중이다.

## 성우진
- 잭 퀘이드 - 칼엘 / 클라크 켄트 / 슈퍼맨 역
- 앨리스 리 - 로이스 레인 역
- 이슈멜 사히드 - 지미 올슨 역
- 지아니 티라도 - 라나 랭 역
- 키아나 마데이라 - 카라 조엘 / 슈퍼걸 역
- 마이클 유어차크 - 윈즐로 숏 역
- 아주리 하디존스 - 월터 존슨 역
- 마이클 에머슨 - 브레이니악 역
- 대럴 브라운 - 페리 화이트 역
- 빈센트 통 - 스티브 롬바드 역
- 멜러니 미니치노 - 캣 그랜트 역
- 제이크 그린 - 앤서니 아이보 / 패러사이트 역
- 라일라 버진스 - 히트 웨이브 역
- 캐서린 테이버 - 실버 밴시 역
- 안드레 소글리우초 - 무슈 말라 역
- 제시 이노칼라 - 브레인 역
- 데이비드 어리고 주니어 - 미스터 믹시즈피틀릭 역
- 크리스 파넬 - 슬레이드 윌슨 / 데스스트로크 역